# Parque Nacional Nahuel Huapi

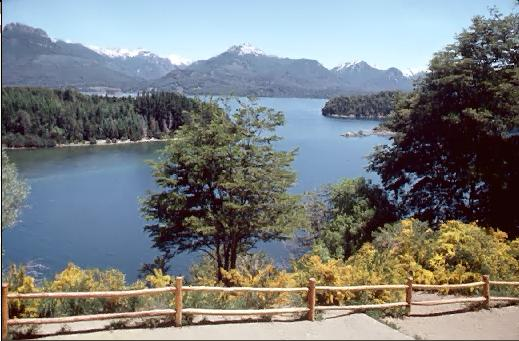
Vista do lago Huapi desde a ilha Vitória

Mapa.

O Parque e Reserva Nacional Nahuel Huapi é uma área protegida da Argentina. Localizado na Patagônia argentina, ele se estende por 712 160 ha  numa faixa de 50 a 60 km recostada sobre a Cordilheira dos Andes, ao sudoeste da província de Neuquén e noroeste da província de Rio Negro.
O parque é o mais antigo dos parques nacionais argentinos. Foi criado em 1934, sobre a base da doação de três léguas quadradas (225.000 ha) feita por Francisco Pascasio Moreno em 1903 para sua criação. 
A maior cidade dentro do parque é  San Carlos de Bariloche, que serve de principal base para as atividades turísticas, de recreação, desportivas, e de pesquisas da natureza que se desenvolvem no parque. Villa la Angostura é outra localidade que se situa na orla norte do Lago Nahuel Huapi, dentro dos limites do parque.
Quanto à sua fauna e flora o parque apresenta três ambientes claramente distintos: o altoandino, o bosque úmido e a estepe patagônica. 
A zona ocupada pelo parque foi percorrida e visitada em várias oportunidades pelo  Dr. Francisco Pascasio Moreno, que em 22 de janeiro de 1876 foi o primeiro homem branco que chegou às orlas do Lago Nahuel Huapi desde o Oceano Atlântico.